# 九尾ダム
九尾ダム（つづらおダム）は、奈良県吉野郡天川村、一級河川・新宮川水系天の川（上流部における熊野川の呼称）に建設されたダム。高さ26.5メートルの重力式コンクリートダムで、関西電力の発電用ダムである。同社の水力発電所・和田（わだ）発電所に送水し、最大2,100キロワットの電力を発生する。

## 歴史
1931年（昭和6年）の満州事変、そして1932年（昭和7年）の満州国誕生により、日本の経済は活発さを呈していた。当時の日本における電力会社の五指（五大電力）の一角であった宇治川電気は、これまで余剰気味だった電力供給が景気好転に伴って不足に転じると予測し、発電所の建設を推進することとした。1934年（昭和9年）、その第一歩として奈良県吉野郡に長殿（ながとの）発電所（当時1万5,000キロワット、2009年時点で1万5,300キロワット）の建設が決定。1935年（昭和10年）10月27日、大塔村（現・五條市）の辻堂小学校で起工式が執り行われた。
長殿発電所は、大峰山脈に端を発する天の川を流れる水を天川村大字和田にて取り入れ、大塔村を経て十津川村長殿まで導き発電するものである。その建設は明治時代から計画されており、1920年（大正9年）に大正水力の手で工事が着手された。宇治川電気はこの大正水力を合併させ、工事を続けさせたものの、1923年（大正12年）の関東大震災後中断されていた。
長殿発電所の建設再開とともに、その上流において和田発電所（当時2,000キロワット、現在2,100キロワット）および九尾ダムの建設が計画された。天の川をせき止める九尾ダムに水を貯え、その水をまず和田発電所で発電に使用したのち、下流の長殿発電所へと送ることにより、川の水が減る渇水期においても和田発電所で1,500キロワット、長殿発電所で1万キロワットのピーク発電が可能となる。
1935年、宇治川電気は和田発電所について、水利権および事業の実施認可を求め奈良県に申請した。1936年（昭和11年）4月までにそれらの許可が下りると、同年5月に和田小学校にて起工式を挙げ、着工。1937年（昭和12年）8月に竣工し、同年9月18日の通水試験を経て、同年9月19日に使用認可を得た。長殿発電所も同年12月に竣工し、同年12月24日に使用認可を得ている。九尾ダムの建設にあたっては、ボーリングや掘削といった作業ひとつひとつに逓信省による官庁検査が必要とされたといい、それは宇治川電気にとって大変面倒なことであったという。
宇治川電気は長殿発電所および和田発電所の建設の最中にも、これらの上流に川合発電所・弥山発電所および川迫ダムの建設を計画し、1938年（昭和13年）に着工、1940年（昭和15年）に完成した。その後、電気事業の国家管理の時代を経て、長殿・和田・川合・弥山発電所および九尾・川迫ダムは現在、関西電力に継承されている。

## 周辺
奈良県五條市中心市街地から国道168号を南下、新天辻トンネルを抜けると猿谷ダム湖に至る。猿谷ダムは国土交通省直轄ダムで、その下流に長殿発電所が位置する。川沿いに建つ発電所の建屋内には3台の水車発電機が設置されており、建屋に向かって1条の水圧鉄管が山の斜面を駆け下りる。長殿発電所の下流には電源開発の風屋ダム・二津野ダムがあり、東には関西電力の揚水発電所・奥吉野発電所がある。
猿谷ダムの上流に向かって奈良県道53号を進むと、和田郵便局を過ぎたところで対岸に和田発電所が見え、さらに上流へ進むと九尾ダムに至る。九尾とは当地の地名であるが、険しい道を意味する「九折尾」や、「葛尾」・「葛生」から来ていると考えられている。ダム上流には天の川温泉やキャンプ場、天河大弁財天社、そして川迫ダムおよび川合発電所・弥山発電所がある。

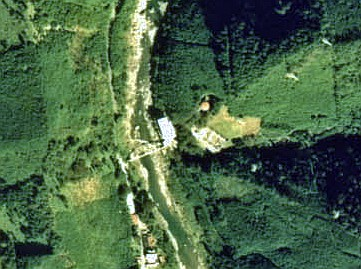
和田発電所
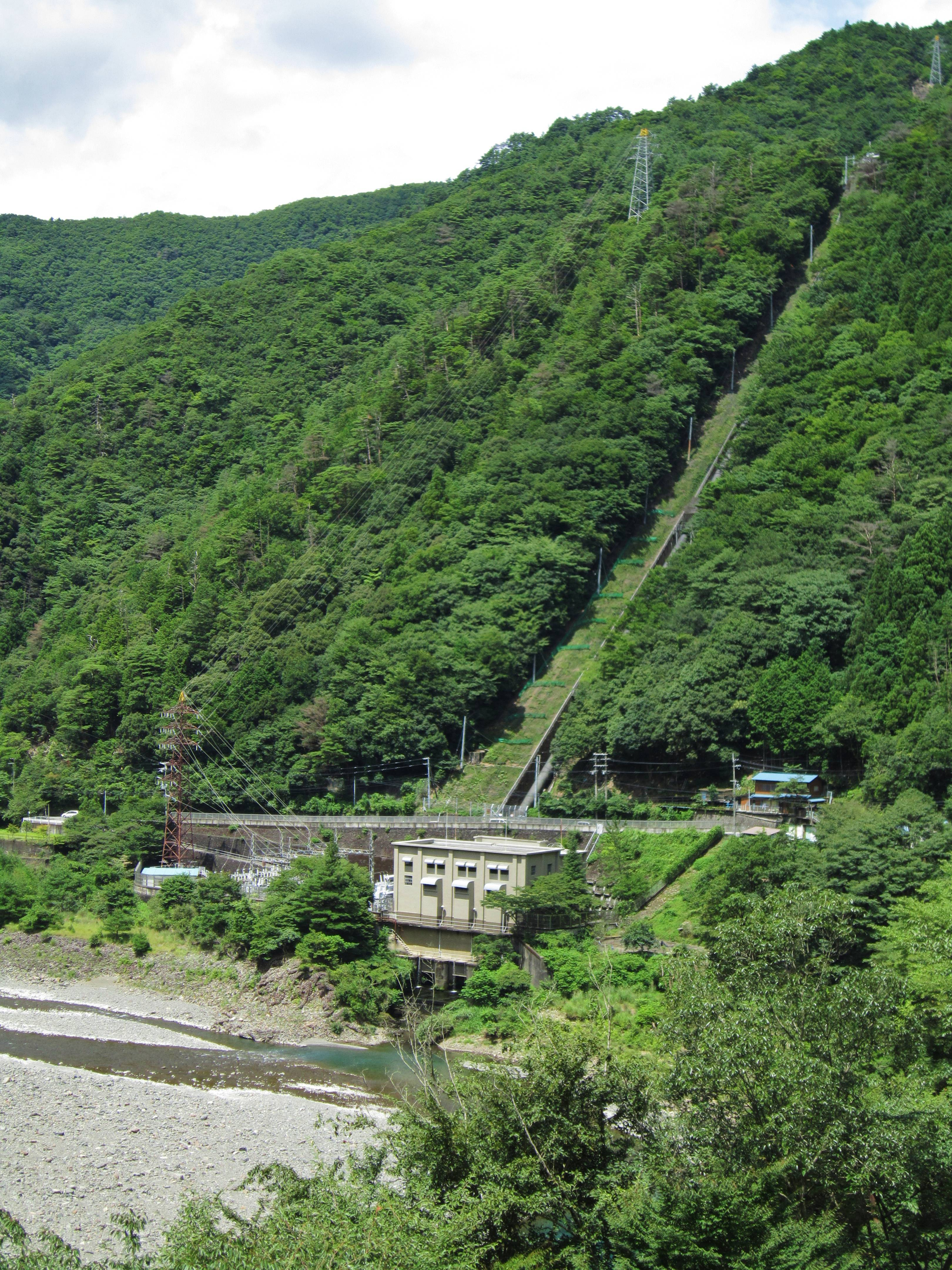
被災前の長殿発電所 （2010年撮影）

## 災害

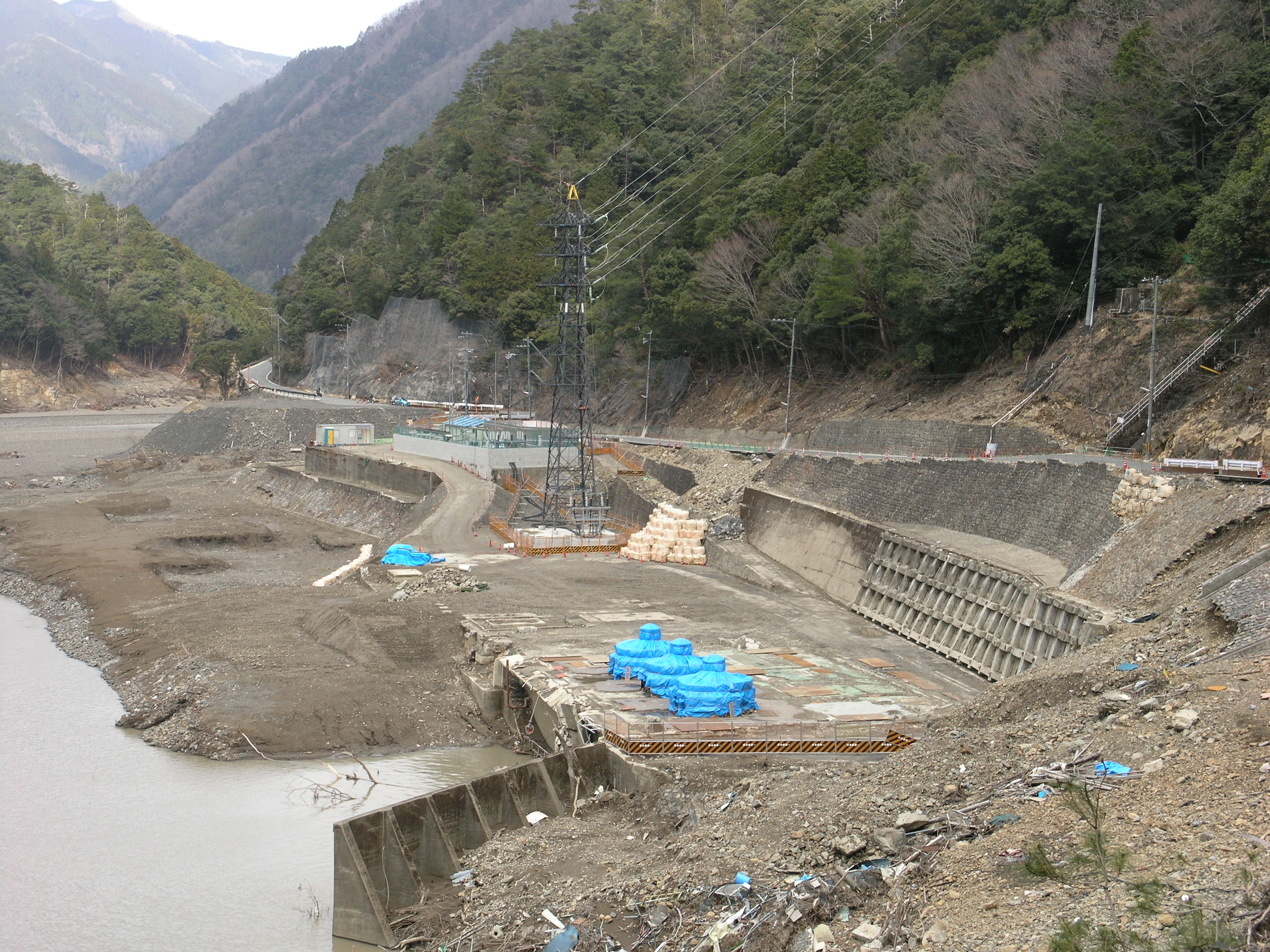
被災半年後の長殿発電所
（2012年3月撮影）

2011年（平成23年）台風第12号による被災状況
2011年（平成23年）9月、台風12号による大雨の影響で、九尾ダム上流の坪内地区において山腹が崩壊。大量の土砂が天の川や支流の坪内谷川になだれ込み、河道が閉塞される事象（天然ダム）が発生した。県道が寸断され、人家2棟と神社の祠が全壊、58棟が床上浸水、1名が行方不明となった。また、長殿発電所では、建屋が増水した川にさらされ、壊滅状態と化した。関西電力は敷地のかさ上げ（4メートル）、発電設備の地下化により洪水対策を施し、2018年（平成30年）6月上旬に出力を1万6,200キロワットに増強して運転を再開した。